# Mistrzostwa Europy w Łyżwiarstwie Szybkim w Wielobojach 2023
117. Wielobojowe Mistrzostwa Europy w Łyżwiarstwie Szybkim 2023 odbyły się w norweskiej miejscowości Hamar w dniach 6–8 stycznia 2023. Areną zmagań była hala Vikingskipet. Zawody przeprowadzono w formule wieloboju i wieloboju sprinterskiego.

## Medaliści i medalistki
W tabeli medalistów i medalistek podano łączny wynik uzyskany przez zawodników i zawodniczki we wszystkich konkurencjach. Konkurencje ujęto w sposób całościowy, bez podziału na poszczególne dystanse.
| Konkurencja       | Złoto              | Wynik   | Srebro          | Wynik   | Brąz               | Wynik   |
| Sprint kobiet     | Jutta Leerdam      | 149,960 | Femke Kok       | 151,290 | Vanessa Herzog     | 153,395 |
| Sprint mężczyzn   | Merijn Scheperkamp | 139,050 | Hein Otterspeer | 139,290 | Marten Liiv        | 139,410 |
| Wielobój kobiet   | Antoinette de Jong | 159,769 | Ragne Wiklund   | 160,229 | Marijke Groenewoud | 160,507 |
| Wielobój mężczyzn | Patrick Roest      | 147,962 | Sander Eitrem   | 148,180 | Bart Swings        | 150,567 |

## Klasyfikacja medalowa
Pogrubieniem i kolorem oznaczono kraj będący gospodarzem mistrzostw ( Norwegia):
| Lp.    | Kraj     | Złoto | Srebro | Brąz | Razem |
| 1.     | Holandia | 4     | 2      | 1    | 7     |
| 2.     | Norwegia | 0     | 2      | 0    | 2     |
| 3.     | Austria  | 0     | 0      | 1    | 1     |
| 3.     | Belgia   | 0     | 0      | 1    | 1     |
| 3.     | Estonia  | 0     | 0      | 1    | 1     |
| Ogółem | Ogółem   | 4     | 4      | 4    | 12    |